# Malu Schwaizer
Maria Luiza Schwaizer (Vale Real, 20 de março de 2001), também conhecida como Malu, é uma ex-futebolista brasileira que atuava como meio-campista ou ponta-direita.

## Carreira
Malu trocou a cidade de Vale Real por Porto Alegre em 2009, para que seu irmão mais velho Pedro Lucas Schwaizer pudesse treinar na categoria de base do Internacional. Aos seis anos, ela trocou o balé pelo futebol.
Desde pequena, Malu teve convocações para as seleções femininas de base, onde iniciou na sub-15, com 13 anos, e seguiu, sempre como a mais nova de cada relação. Em 2016, esteve no grupo de preparação da Seleção Brasileira para o Sul-Americano Sub-17, mas, com 14 anos, acabou não disputando a competição.
Sem estrutura de base em Porto Alegre, treinou na escolinha do Grêmio até migrar para a escolinha do Santos.
Aos 16 anos estreou profissionalmente pelo Santos. No clube, fez parte do elenco campeão brasileiro e atuou em quatro oportunidades na campanha do vice-campeonato paulista das Sereias da Vila em 2017.
Em 2018, foi convocada pela Seleção Brasileira para a disputa do Campeonato Sul-Americano Sub-17, da qual foi campeã. No mesmo ano, foi convocada para a Copa do Mundo Sub-17. Pelas Sereias, em 2018, sagrou-se campeã paulista.
Após duas temporadas entre a Vila Belmiro e a Seleção, acertou a rescisão contratual com o Santos em janeiro de 2019 e se transferiu para o Inter para disputar o Brasileirão sub-18. O Inter conquistou este título, o qual foi o primeiro título nacional do Inter feminino.
Em 2019 e 2020, integrou o elenco vencedor do Gauchão.
Em 2021, se transferiu ao Bragantino. Pelo clube, conquistou o acesso à elite do Brasileirão Feminino e o título do Brasileirão Feminino A-2.
Aos 21 anos, ela resolveu deixar o futebol para trabalhar com moda.

## Clubes
- Grêmio Football Porto-Alegrense
- Santos Futebol Clube
- Sport Club Internacional
- Red Bull Bragantino

## Títulos
Santos
- Campeonato Brasileiro: 2017
- Campeonato Paulista: 2018

Internacional
- Campeonato Brasileiro - Sub 18: 2019
- Campeonato Gaúcho: 2019 e 2020

Red Bull Bragantino
- Campeonato Brasileiro - A2: 2021

Seleção Brasileira
- Campeonato Sul-Americano Sub-17: 2018